# Pallivaha kyrka
Pallivaha kyrka är en kyrka i Åbo, en av S:t Marie församlings två kyrkor. Den planerades av Pekka Pitkänen, och blev klar år 1968. Mörkt tegel från Santamäki tegelbruk har använts som byggnadsmaterial. Golvet, altaret, dopfuntsfundamentet och predikstolen är av betong.